# روي كارتر
روي كارتر (بالإنجليزية: Roy Carter)‏ (19 فبراير 1954 في المملكة المتحدة - ) هو لاعب كرة قدم بريطاني في مركز الوسط. لعب مع سويندون تاون ونادي بريستول روفيرز ونادي توركي يونايتد ونيوبورت كونتي ونادي هيرفورد ونادي إكزتر سيتي وFalmouth Town A.F.C. ‏ وSaltash United F.C. ‏.